# Formula 1 (videojuego)
Formula 1 es un videojuego de carreras de 1996, y la primera entrega en 3D de la serie de videojuegos Formula 1. A diferencia de los juegos posteriores en la serie, la portada de este juego no tiene un controlador específico (a excepción de la versión norteamericana que presenta una imagen de Michael Schumacher conduciendo para el equipo Benetton durante la última parte de la temporada de 1991 de Fórmula 1).
Distribuido por Psygnosis, Formula 1 se basa en la temporada de 1995 de Fórmula 1. El juego se lanzó en Norteamérica, Europa y Japón (solo para PlayStation) en 1996. Es distinto a sus secuelas porque se hizo al final de la temporada, lo que significa que cuenta con sustitutos del conductor. El juego también permite que dos jugadores compitan entre sí, ya sea cara a cara o con otros autos de conexión a través del Cable Link para la primera PlayStation. Ambos jugadores pueden competir durante una temporada de Campeonato de 17 carreras, o en una sola carrera, a elección del jugador.

## Jugabilidad
"Formula 1" sigue a la temporada de 1995, con 17 pistas, 13 equipos y 35 pilotos. Si un jugador debe completar una temporada después de ganar cada carrera y liderar el Campeonato de Constructores, se desbloquea un circuito oculto especial. La pista es un circuito ficticio de ciudad de nivel inferior llamado Frameout City, que cuando se ve en la página de Vista previa de la carrera tiene la forma de un automóvil de Fórmula 1. La única forma de mantener la pista disponible es guardar justo después de haber completado la temporada, cargando los datos en el siguiente encendido de la consola.
Las pistas posteriores tienen 24 competidores en lugar de 26 porque Simtek se retiró del campeonato real después del  Gran Premio de Mónaco. Todavía es posible conducir un Simtek en cualquier curso después de Mónaco, creando un campo de 25 pilotos. Si dos jugadores juegan el juego a través de la configuración del cable de enlace (donde los jugadores conectarían dos consolas PlayStation junto con dos copias del juego), es posible jugar como ambos autos Simtek, creando así un campo de 26 conductores en cualquier curso después Mónaco. Cada parrilla de salida (en carreras en seco) es la misma que el Gran Premio de 1995, incluido el tiempo.

## Desarrollo
Los modelos de pista en Formula 1 se modelaron a partir de los datos de pista de los topógrafos. Los diseñadores comenzaron con los modelos de marco de alambres de los datos de las pistas, luego los exportaron desde sus estaciones de trabajo de Silicon Graphics a un editor de pistas personalizado de Windows 95. El editor de pistas se utilizó para volver a formatear las pistas para que pudieran usarse en el juego, antes de exportarlas nuevamente a las estaciones de trabajo de SGI donde se agregaron escenarios y otros detalles. Para crear el sonido en el automóvil, se colocó una cinta de audio digital en un conductor.
Los modelos de automóviles se crearon en base a una combinación de información proporcionada por FOCA y fotografías de la vida real de los automóviles. El resultado fue que todos los modelos de llamada eran únicos en lugar de ser un solo modelo con "skins" de diferentes colores.
Aunque Psygnosis fue el editor del juego, el equipo de desarrollo Bizarre Creations optó por crear su propio motor 3D para el juego en lugar de utilizar uno de los éxitos de Psygnosis Wipeout y Destruction Derby. Para reducir la demanda en el procesador de la PlayStation sin reducir significativamente las imágenes del juego, los desarrolladores programaron el juego para que cuando un automóvil llegue a cierta distancia, cambie de su modelo normal de alto detalle (compuesto de 440 a 450 polígonos, dependiendo del automóvil) a un modelo de bajo detalle compuesto de solo 90 a 100 polígonos.
La fecha de lanzamiento original del juego se retrasó para permitir a los desarrolladores tiempo para hacer ajustes de última hora, corregir errores y realizar los complejos cambios gráficos necesarios para eliminar la publicidad de cigarrillos y alcohol, que es ilegal en los videojuegos en algunas partes de los Estados Unidos.
Probe Software comenzó a trabajar en un port del juego para la Sega Saturn en 1997. La licencia de Fórmula 1 de Psygnosis ya había expirado, presentando un posible obstáculo para el lanzamiento de esta conversión. Fue cancelado en junio de 1997.

## Comentaristas
Este juego vio la introducción de comentaristas, que se realizó en la versión europea del juego, en la versión en inglés del juego fue introducido por Murray Walker, en la versión en alemán por Jochen Mass, en la versión en francés por Philippe Alliot, en la versión en español por Carlos Riera y en la versión en italiano por Luigi Chiappini.

## Música
La música en el juego fue compuesta por Mike Clarke, que trabajaba internamente en Psygnosis en ese momento, y Stuart Ellis, un guitarrista de sesión de Liverpool y propietario de Curly Music, un minorista de música independiente. La banda sonora también presenta las canciones "Juice" de Steve Vai (de Alien Love Secrets), así como "Summer Song" y "Back to Shalla-Bal" de Joe Satriani (de The Extremist y Flying in a Blue Dream, respectivamente).

## Recepción
El juego fue un best-seller en el Reino Unido. Las ventas mundiales en todas las versiones de computadora y consola de la "Formula 1" superaron los 1,7 millones de unidades en agosto de 1997. En agosto de 1998, el premio de ventas 
de la versión de PlayStation pasó a tener la edición "Platinum" de parte de Verband de Unterhaltungssoftware Deutschland (VUD), indicando ventas de al menos 200,000 unidades en Alemania, Austria y Suiza.